# Ivan Alexandrovič Chlestakov
Ivan Alexandrovič Chlestakov je hlavní postava divadelní hry Revizor ruského klasika ukrajinského původu Nikolaje Vasiljeviče Gogola (1809–1852) Hra poprvé vyšla a měla premiéru v roce 1836. Dílo mělo takový úspěch, že se postava Chlestakova stala známým literárním typem. Námět pro toto dílo vnukl Gogolovi Alexandr Sergejevič Puškin.

## Charakteristika
Petrohradský úředníček Ivan Alexandrovič Chlestakov je třiadvacetiletý mladíček hubené postavy. Obléká se podle módy a jeho zájem o vnější vzezření je patrný i z jeho slov „radši budu o hladu, ale domů přijedu chozený po petrohradsku.“ Je trochu přitroublý, podle slov svého sluhy Osipa „není kloudnej, jen obyčejnej piškudla.“
Rozhazovačný mladík cestou k rodičům prohýřil všechny peníze v kartách nebo za dobré hotely a jídlo, chtěl totiž, aby ho bylo vidět. Když v hostinci nemá na zaplacení, posílá Osipa o jídlo na dluh prosit se slibem, že účet vyrovná později, i když vůbec neví, jak by se k penězům mohl dostat.
Bojí se, že hostinský si na něj kvůli neplacení bude stěžovat u hejtmana. Když opravdu hejtman přijde, sice v jiné záležitosti, Chlestkov se ho velmi bojí. Jenže hejtman považuje Chlestakova za revizora, který ho přijel kontrolovat, čehož Chlestakov obratně využije, i když si situaci zcela uvědomí až mnohem později. Peníze, které mu všichni nabízejí, bere ihned, bez řečí a nevyptává se, proč mu je dávají. Líbí se mu, že se mu všichni snaží zavděčit. Peníze má rád, tak proč si jednoduše nevydělat.
Když Chlestakov vidí, že ho všichni považují za někoho, kým není, rozhodně nemá v plánu se přiznat, naopak přilévá olej do ohně. Navykládá o sobě bez rozmyslu, ač je sám téměř bezvýznamný, spoustu informací, které zdaleka nejsou pravdivé a kterým snad i sám Ivan Alexandrovič na chvíli uvěří – že je významným spisovatelem, státníkem a že se přátelí se spoustu slavných osobností. Tím všechny zcela ohromí. 
Právě Osip je ten, kdo si možné nebezpečí odhalení uvědomuje a nabádá svého pána, aby co nejdříve odjeli pryč. Nebýt Osipova včasného varování a přesvědčování, Chlestakov by patrně nedokázal sám v nejlepším přestat. Díky obratné lži o nutné návštěvě strýce (kvůli požehnání ke svatbě s hejtmanovou dcerou) se Chlestakov dostane nenápadně pryč a ještě si s sebou odveze dary, které mu dali na cestu. Nakonec Chlestakov, který městské úředníčky využil a vydělal si peníze, pomocí obratné lži z města odjede beztrestně a ještě se všem vysměje.
Sám autor Chlestakova označil jako „fantasticky mihotavý fantóm lži, který může být vším, co si zamane a co obyvatelé městečka ochotně přijímají.“

## Stručně o díle
Revizor, nadčasově platné dílo vytvořené v roce 1836 a přepracované v roce 1842, zajistilo Gogolovi věčnou slávu. Jedná se o pětiaktovou satirickou komedii, která měla premiéru v roce 1836 a dodnes stále patří mezi nejhranější a nejoblíbenější divadelní hry.
Už z úvodního, na kritiku vyšších vrstev reagujícího, motta „Nevrč, brachu, na zrcadlo, když máš křivou hubu“ je patrná anekdotičnost a satiričnost děje, pomocí kterého Gogol pravdivě zobrazil úplatkářství, tupost, zkaženost a celkově nepříkladné chování ruských úředníčků.

## Záměr autora
Chlestakov (stejně jako Pavel Ivanovič Čičikov v Gogolově románu Mrtvé duše) slouží vlastně jako „univerzální odhalovatel“ bídných ruských poměrů Gogolovy doby. S jejich pomocí snad chtěl autor svět upozornit na to špatné, co se dělo, aby mohlo dojít k nápravě poměrů. Gogol pociťoval, že zpuchřelost feudalismu, přicházející kapitalismus či byrokracie Rusku škodí a rozhodl se pomocí břitké a přiléhavé nepřímé kritiky a humoru poukázat na tyto nešvary.

## Moderní zpracování
Díky pokusům o napravení stavu a netradičnímu upozornění na tyto problémy se Gogol se svými nadčasovými díly stal nezapomenutelným autorem. Revizor je jedna z nejhranějších divadelních her, proto není divu, že bylo dílo zpracováno mnohokrát do podoby filmu. O většině divadelních záznamů a filmů s touto tematikou je možné se informovat na stránkách Česko-Slovenské filmové databáze (http://www.csfd.cz/). 
Z českých filmových adaptací je asi nejznámější verze z roku 1933. Československý film Revizor režíroval Martin Frič. Hlavní postavu, Ivana Alexandroviče Chlestakova, nezapomenutelně ztvárnil Vlasta Burian.